# Ion Marton
Ion Marton (ur. 15 maja 1946 w Baciu) – rumuński zapaśnik walczący w stylu wolnym. Olimpijczyk z Monachium 1972, gdzie odpadł w eliminacjach w kategorii do 90 kg.
Piąty na mistrzostwach Europy w 1967 roku.